# نانبو، یاماناشی
نانبو، یاماناشی (به لاتین: Nanbu, Yamanashi) یک منطقهٔ مسکونی در ژاپن است که در Minamikoma District واقع شده‌است. نانبو ۲۰۰٫۶۳ کیلومترمربع مساحت و ۸٬۶۶۹ نفر جمعیت دارد.